# Pro Confort Group
Pro Confort Group este un grup de companii din România, deținut de frații Robert Sorin Negoiță și Ionuț Negoiță.
Grupul este constituit din trei firme, cu activități în domeniul dezvoltării de proiecte imobiliare, hotelier, construcțiilor și retail.
În anul 2008, din veniturile firmei, ponderea imobiliarelor a fost de 60%, iar a activităților hoteliere – 40%.
Ionut și Robert Negoiță sunt proprietarii Rin Grand Hotel, unul dintre cele mai mari hoteluri din estul Europei, în care au investit peste 60 milioane de euro și care a fost evaluat la 120 milioane euro în 2008.
Totodată, cei doi oameni de afaceri sunt proprietarii hotelurilor Confort, ai parcului acvatic Water Park de la Otopeni, care a însemnat o investiție de 3,5-4 milioane euro, și ai cartierului de vile Domus din Pipera, a cărui valoare de piață se ridică la 35 milioane euro.
Cifra de afaceri în 2008: 60 milioane euro